# Emílio Haddad Filho
Emílio Haddad Filho (Oliveira, 6 de abril de 1938 - Nova Lima, 24 de maio de 2009) foi um político, advogado e professor brasileiro do estado de Minas Gerais.
Foi vereador de Oliveira no período de 1962 a 1966 e também Prefeito de 1989 a 1992. Exerceu três mandatos na Assembleia Legislativa do Estado de Minas Gerais: na 6ª legislatura (1967-1971), quando foi eleito pelo MDB e assumiu o o cargo de 4º-secretário da Mesa; 8ª e 9ª legislaturas (1975-1983). Foi membro da Comissão de Legislação e Justiça; presidente e vice-presidente da Comissão de Serviço Público, vice-presidente da Comissão de Educação e Cultura; e suplente da Comissão de Finanças e Orçamento da Assembleia de Minas. Também foi líder do MDB (1975 e 1979). Após a extinção do bipartidarismo, em novembro de 1979, ingressou no Partido Democrático Social (PDS). Foi vice-líder do partido (1980) em Minas. Em 1980, foi líder do Governo e do bloco parlamentar do PDS na Assembleia. Em 1982 elegeu-se suplente de deputado federal para o período de 1983 a 1987.
O falecimento do ex-governador de Minas Gerais e deputado federal Levindo Ozanam Coelho, em 30 de março de 1984, levou-o a assumir a cadeira na Câmara dos Deputados. Ausentou-se da votação da Emenda Dante de Oliveira em 1984 que propunha Eleições Diretas para Presidência da República, faltaram vinte e dois votos para a emenda ser aprovada.
Filho ilustre da cidade de Oliveira, possui um estádio de Futebol que leva seu nome.